# Reinhard Rychly
Reinhard Rychly (Rostock, Alemania, 7 de enero de 1951) es un gimnasta artístico alemán medallista de bronce olímpico en 1972.

## 1972
En los JJ. OO. de Múnich consigue el bronce en la competición por equipos —tras Japón y la Unión Soviética—, y sus colegas de equipo fueron: Matthias Brehme, Wolfgang Klotz, Wolfgang Thüne, Klaus Köste y Jürgen Paeke—.